# Казьминский сельсовет
Казьминский сельсове́т — упразднённое сельское поселение в составе Кочубеевского района Ставропольского края Российской Федерации.
Административный центр — село Казьминское.

## География
Находится в юго-западной части Кочубеевского района.

## История
С 16 марта 2020 года, в соответствии с Законом Ставропольского края от 31 января 2020 г. № 7-кз, все муниципальные образования Кочубеевского муниципального района были преобразованы путём их объединения в единое муниципальное образование Кочубеевский муниципальный округ.

## Население
| 1989  | 2002  | 2010  | 2011  | 2012  | 2013  | 2014  | 2015  | 2016  |
| ----- | ----- | ----- | ----- | ----- | ----- | ----- | ----- | ----- |
| 5032  | ↗6267 | ↘5999 | ↘5993 | ↘5946 | ↘5923 | ↘5798 | ↘5783 | ↗5800 |
| 2017  | 2018  | 2019  | 2020  |       |       |       |       |       |
| ↘5759 | ↘5696 | ↘5666 | ↘5633 |       |       |       |       |       |

### Национальный состав
По итогам переписи населения 2010 года проживали следующие национальности (национальности менее 1 %, см. в сноске к строке "Другие"):
| Национальность | Численность | Процент |
| -------------- | ----------- | ------- |
| Русские        | 5543        | 92,40   |
| Цыгане         | 98          | 1,63    |
| Армяне         | 80          | 1,33    |
| Украинцы       | 74          | 1,23    |
| Другие         | 204         | 3,40    |
| Итого          | 5999        | 100,00  |

## Состав сельского поселения
| № | Населённый пункт | Тип населённого пункта       | Население |
| - | ---------------- | ---------------------------- | --------- |
| 1 | Казьминское      | село, административный центр | ↘5430     |
| 2 | Саратовский      | хутор                        | ↘300      |

## Местное самоуправление
- Совет депутатов сельского поселения Казьминский сельсовет, состоит из 10 депутатов, избираемых на муниципальных выборах по одномандатным избирательным округам сроком на 5 лет
- Администрация сельского поселения Казьминский сельсовет

Председатели совета депутатов
Главы администрации
- c апреля 2001 года — Ковшов Владимир Ильич, глава сельского поселения
- Ресть Людмила Васильевна[19]

## Инфраструктура
- Культурно-досуговое объединение
- С 1981 года в селе действует лечебно-оздоровительный комплекс на базе термальных вод, обнаруженных в недрах под Казьминским.

## Образование
- Детский сад № 2 «Сказка»
- Детский сад № 5 «Улыбка»
- Детский сад № 6
- Средняя общеобразовательная школа № 16
- Детско — юношеская спортивная школа № 3

## Экономика
Важнейшее предприятие — Сельскохозяйственный производственный кооператив "Колхоз — племзавод «Казьминский»

## Люди, связанные с сельсоветом
- Тимофей Николаевич Подгорный (1925, Казьминское — 1944) — участник Великой Отечественной войны, Герой Советского Союза

## Памятники
- Мемориальный комплекс. 1942—1943, 1975 года[20]
- Братская могила советских воинов, погибших в годы Великой Отечественной войны[21]
- Памятник. 1975 год[22]
- Могила красного партизана Г. О. Зайцева, погибшего в бою с белогвардейцами[23]
- Памятник В. И. Ленину. 1966 год[24]

## Достопримечательности
- Термальные источники. По составу гидрокарбонатнатриевые. Обладают лечебными свойствами[25]